# L'ebreo di Malta
L'ebreo di Malta (The Jew of Malta) è una tragedia in cinque atti di Christopher Marlowe. Fu composta nel 1589.

## Trama

### Atto primo
Barabba è un ricchissimo mercante ebreo, che dispone di beni in tutta Europa e vive a Malta. La sua vita è interamente dedicata all'accrescimento di una già immensa ricchezza, da lui inteso come unico fine dell'esistenza. L'arrivo di Calimat, figlio del sultano ottomano, complica tuttavia la sua situazione. Farnese, governatore dell'isola, non dispone del denaro sufficiente per pagare l'ingente tributo richiesto dai turchi. Chiede un mese di proroga e in seguito costringe Barabba a devolvergli ogni suo avere. La sua casa viene inoltre trasformata in un convento per monache. Sotto un asse del pavimento è rimasta una grande quantità di gioielli; per ottenerli, Barabba architetta un piano assieme alla figlia Abigail: lei si farà monaca e si impadronirà delle ricchezze rimaste nascoste nella casa.

### Atto secondo
Abigail recupera i beni presenti nella vecchia casa del padre e riesce a consegnarglieli. Questi, però, non è pago: vuole vendicarsi dei cristiani, responsabili della sua rovina. Con l'aiuto dello schiavo Itamoro, comprato al mercato, decide di imbastire una trappola mortale nei confronti di Ludovico, figlio del Governatore. Il giovane, al pari dell'amico Mattia, è innamorato di Abigail, nel frattempo uscita dal convento.
Barabba convince la figlia a mostrarsi disposta ad accettare il matrimonio con Ludovico. La ragazza accetta, ma afferma di amare Mattia; Barabba, mentendo, le assicura che potrà unirsi all'amato. Chiamato a sé Itamoro, gli ordina di far recapitare a Ludovico una lettera scritta da lui stesso, in cui si finge che Mattia sfidi a duello Ludovico per ottenere la mano di Abigail.

### Atto terzo
Mattia e Ludovico si uccidono vicendevolmente sotto lo sguardo compiaciuto di Barabba. Abigail, disperata, manda a chiamare un frate del monastero, annunciando di volersi fare suora; questa volta la scelta è sincera, e quando il padre lo viene a sapere maledice la figlia. Prepara una zuppa avvelenata che fa recapitare alle monache tramite il fido Itamoro, cosicché la figlia e le altre religiose muoiano. Prima di spirare, Abigail consegna a Frate Bernardino un foglio in cui è scritta la verità sulla morte di Mattia e Ludovico. La rivelazione è delegata alla confessione, perché la ragazza desidera trovare pace senza mettere in pericolo la vita del genitore.

### Atto quarto
Barabba scopre che la figlia ha confessato la verità; così, sempre con l'aiuto del suo schiavo, uccide frate Bernardino e manda al patibolo frate Giacomo, anch'egli al corrente delle nefandezze dell'ebreo. Intanto, la prostituta Bellamira e il fido Pigliaborsa decidono di servirsi di Itamoro per sottrarre denaro a Barabba, minacciandolo di rivelare ogni cosa sul suo conto.

### Atto quinto
Dopo essersi sbarazzato anche di Bellamira e Pigliaborsa, Barabba cerca di trarre profitto dal conflitto tra cristiani e turchi. Convinto dal viceammiraglio spagnolo Martín del Bosco infatti, Farnese ha deciso di non pagare il tributo ai saraceni, che si apprestano ad attaccare l'isola. Grazie all'aiuto di Barabba, conquistano Malta guidati da Calimat e nominano lo spregiudicato ebreo governatore, ma questi stringe in séguito un patto con Farnese, tradendo Calimat e mettendosi al suo servizio con la promessa di rimanere governatore. Col pretesto di celebrare assieme a Calimat l'impresa, Barabba lo invita a una festa facendo apprestare una trappola, cosicché il figlio dell'imperatore turco precipiti nel vuoto dopo esser salito per le scale di una loggia allestita per l'occasione.
A finire nel calderone è però Barabba, tradito dal suo nuovo alleato: Farnese ha dato ordine di azionare la leva, e alla fine dell'opera fa imprigionare Calimat, che ha salvato dalla morte.

## L'opera
Il testo, come vari altri drammi marlowiani, fu scritto per « la compagnia del lord ammiraglio, a cui apparteneva il più grande attore dell'epoca, Edward Alleyn ». La prima rappresentazione di cui si abbia notizia risale al 1592: fu la compagnia di Lord Strange a portare l'opera sulla scena, 17 volte, tra il 26 febbraio 1592 e il 1º febbraio dell'anno successivo. Edward Alleyn ricopriva il ruolo del protagonista.
Con L'ebreo di Malta, Marlowe scrisse una tragedia in cui condannava nella figura di Barabba la sete sfrenata di ricchezza, volendo colpire in particolare il machiavellismo, « o meglio l'immagine che del machiavellismo si erano fatta gli Inglesi del Rinascimento ». Il personaggio di Machiavelli, che appare nel prologo, aveva infatti dato origine, nell'opinione di Marlowe e dei suoi contemporanei, a un'ideologia che compendiava in sé « tutti i mali morali del Rinascimento italiano ».
Il celebre Mercante di Venezia shakespeariano, composto qualche anno più tardi, presenta alcune somiglianze con L'ebreo di Malta - il protagonista, tra le altre cose, è un ebreo, e in ambedue i casi sua figlia si innamora di un cristiano -, tanto che la critica ha individuato nel testo di Marlowe una delle opere cui fece riferimento il bardo di Stratford.